# Matías Tellechea
Matías Tellechea, vollständiger Name Matías Nicolás Tellechea Pérez, (* 21. August oder 21. September 1992 in Maldonado) ist ein uruguayischer Fußballspieler.

## Karriere

### Verein
Matías Tellechea stand zu Beginn seiner Karriere in der Saison 2009/10 in Reihen des seinerzeitigen Erstligisten CA Atenas (San Carlos) aus dem Departamento Maldonado. Dort bestritt er zwölf Partien in der Primera División und schoss drei Tore. Ende August 2010 wechselte er zu River Plate Montevideo. Es folgte ab Anfang August 2011 ein Engagement beim osturuguayischen Klub Cerro Largo FC, für den er in der Saison 2011712 in 25 Erstligaspielen auflief und drei Treffer erzielte.
Im Juli 2012 schloss er sich dem brasilianischen Verein Botafogo FR an. Dieser verlieh ihn von Anfang März 2013 bis Ende Juni jenes Jahres an AA Luziânia. Dort wurde er in zwei Begegnungen (kein Tor) der Copa do Brasil eingesetzt. Nach seiner Rückkehr zu Botafogo blieb er dort nur noch zwei weitere Monate und setzte sodann ab Anfang September 2013 seine Karriere beim uruguayischen Zweitligisten Deportivo Maldonado fort. Für den Klub aus der Departamento-Hauptstadt absolvierte er saisonübergreifend 30 Ligaspiele und traf ein Mal ins gegnerische Tor.
Mitte Februar 2015 wechselte er während der Saison zum Ligakonkurrenten Cerro Largo FC. Bei diesem zweiten Engagement für den Klub aus Melo wurde er bis Saisonende 2014/15 in 14 Begegnungen der Segunda División aufgestellt und schoss ein Tor. Bei Cerro Largo blieb bis Saisonende 2017, dann unterzeichnete er zum zweiten Mal bei Maldonado. Hier blieb er nur 2018, spielte 2019 wieder bei Cerro Largo und 2020 erneut bei Maldonado.
Zum Jahresanfang 2021 ging Tellechea nach Chile zu Lautaro de Buin. Hier kam er zu keinen Einsätzen und verließ den Klub vorzeitig, nachdem dieser in Schwierigkeiten geriet. Der Spieler blieb im Land und ging bis Jahresende zu Deportes Melipilla. Von 2022 bis Ende 2023 trat er erneut für Maldonado an und zum Start ins Jahr 2024 ging er zurück zu seinem Ausbildungsklub CA Atenas.

### Nationalmannschaft
Tellechea wurde auch in die uruguayische U-20-Nationalmannschaft berufen.